# Hubert Waelrant
Hubert Waelrant, ou Waelrand, (né à Anvers vers 1517 et mort en cette ville le 19 novembre 1595) est un compositeur, professeur et éditeur de musique de la Renaissance, appartenant à l’école franco-flamande. Il est, parmi les grands polyphonistes néerlandais, l’un des rares dont la carrière s'est essentiellement (voire totalement) déroulée dans les anciens Pays-Bas.

## Biographie
On ignore presque tout de ses origines. Il se peut qu’il ait appartenu à une famille anversoise de musiciens et d'avocats. Il passa sans doute la plus grande partie de sa vie à Anvers. Au moins trois de ses nombreux enfants - dix engendrés par une de ses trois ou quatre femmes – devinrent également des musiciens. Malgré l'absence de sources archivistiques sur ce point, il n'est pas exclu que, dans sa jeunesse, il ait reçu son instruction en Italie, un pays qui était au XVIe siècle une destination commune des chanteurs et compositeurs de talent des anciens Pays-Bas. On sait pourtant que Waelrant maintint des contacts avec un riche mécène. En outre, ses madrigaux subirent l'influence de certains des compositeurs italiens les plus novateurs, qui étaient d’ailleurs souvent de descendance néerlandaise.
Le premier document attestant qu'il travailla à Anvers est conservé aux archives de la cathédrale, où il est répertorié comme chanteur durant les années 1544 et 1545. Vers le milieu des années 1550, il était également employé comme enseignant. Dans son Athenæ belgicæ de 1628, son élève F. Sweerts affirme que Waelrant était novateur dans la mesure où il mit au point une méthode de solmisation, appelée "bocédisation", dans laquelle il introduit tout d'abord le "si" et l'"ut" à la fin de la gamme, puis des nouveaux noms pour les notes. De 1553 à 1556, il enseigne la musique dans une école gérée par Gregorius de Coninck. C'est là, probablement, qu'il élabore et expérimente une nouvelle méthode de solfège. 
C’est au début des années 1550 qu’il s'associe avec l'imprimeur Jan de Laet pour fonder une maison d'édition musicale dans laquelle il tient le rôle éditorial. 
La question de sa foi religieuse reste incertaine. Selon toute vraisemblance, en cette période de tensions religieuses (l'une des raisons pour lesquelles de nombreux compositeurs du pays se rendirent en Italie et ailleurs), Waelrant aurait jugé préférable de ne pas s'exprimer ouvertement sur ses opinions religieuses. Durant sa vie, la ville d’Anvers fut plusieurs fois soumise à des changements de régime : la Révolte des gueux (calvinistes), puis la prise de pouvoir des Habsbourgs catholiques), qui firent des victimes dans les deux camps, montrèrent l'intérêt qu'on pouvait avoir à rester discret sur ce point. Ses harmonisations du psautier en langue française peuvent indiquer qu’il eut des sympathies protestantes ; ces livres de psaumes auraient d'ailleurs été saisies par les autorités ecclésiastiques.
Les éléments sur sa vie deviennent rares après 1558. Il demeura vraisemblablement à Anvers, où il fut compositeur, où il fournit des conseils sur l’accordage des cloches de la Cathédrale Notre-Dame d'Anvers et où il publia des œuvres musicales. La fin de sa vie fut miséreuse ; il mourut en 1595 et fut enterré à la cathédrale.

## Œuvre

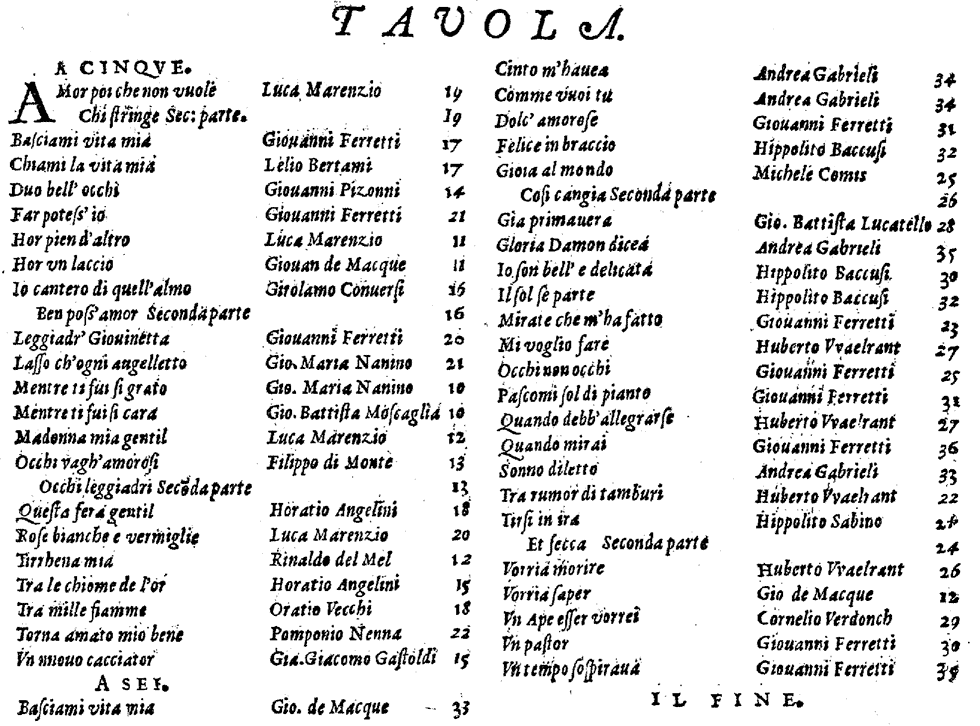
Table des matières du recueil Symphonia angelica (Anvers : Pierre Phalèse et Bellère, 1585).

Son œuvre compte des motets, des mises en musiques de psaumes métriques, des chansons françaises, des madrigaux italiens, des chansons napolitaines de caractère léger (telles que celles qui auraient été chantées à Naples) et des harmonisations pour instruments, tels que le luth.
Il fit publier ses motets (intitulés Sacrarum cantionum) en 1556 et son premier livre de madrigaux et de chansons françaises (intitulé Il primo libro di madrigali canzoni francesi) en 1558. Ses Canzoni alla napolitana virent le jour en 1565. 
Waelrant et quelques autres compositeurs des Pays-Bas, tels Cornelis Verdonck et André Pevernage, contribuèrent à une anthologie parue en 1584. L'année suivante, il édita pour Phalèse et Bellère un livre de madrigaux italiens (Symphonia Angelica), qui mêlait des pièces de sa main et d'autres compositeurs, entre autres Giovanni Giacomo Gastoldi, Giovanni de Macque, Luca Marenzio, Philippe de Monte, Orazio Vecchi et Corneille Verdonck. Ce recueil fut très bien reçu, d’autant plus que le madrigal italien était devenu, en cette fin de siècle, une des formes musicales les plus répandues en Europe (à tel point que de nombreux compositeurs écrivirent des madrigaux dans des pays où l’italien n'était pas la langue véhiculaire : ce fut le cas en France, aux Pays-Bas, dans les pays allemands.
Parmi ses œuvres, les motets sont les plus innovants. Ils sont caractéristiques de la pratique du milieu du XVIe siècle ; situés entre le style lisse, imitatif et pénétrant de compositeurs tel Nicolas Gombert où toutes les voix sont égales et où le contraste dans la texture est minimal, et le style des compositeurs plus tardifs, tel Orlando di Lasso. Bon nombre de motets relèvent de l’influence de Lasso par l’usage du chromatisme, de références croisées ou de contrastes de texture, cherchant toujours cependant à préserver l’intelligibilité du texte. Waelrant utilisa donc aussi le figuralisme, transcrivant musicalement, par divers effets, le sens des mots individuels, dans le but de renforcer l'expressivité de ses compositions. De temps en temps, son figuralisme est remarquable, comme dans la chanson Musiciens qui chantez où le mot taire est suivi d’un bref moment de repos dans toutes les voix. 
Sur le plan de l’harmonie, on aperçoit déjà les structures tonales de la musique baroque, qui commençait à éclore peu de temps après la mort du compositeur. À cet égard, ses motets sont comparables à ceux de Lasso.
Comme il prenait un soin particulier au placement du texte sous la musique (pratique assez rare à cette époque), ses éditions contiennent toujours des indications utiles quant à l'exécution, offrant ainsi au chanteur une aide considérable pour l’interprétation. 
Il fit des arrangements de chansons profanes, légères ou sérieuses, en employant une gamme de subtilités contrapuntiques plus propres à la manière des polyphonistes néerlandais qu’à celui des compositeurs italiens. La plupart de ses œuvres conservées ont été publiées à Anvers, bien qu’un recueil de trente chansons napolitaines soit paru à Venise en 1565 (napolitain désignant, dans ce contexte, un genre et non le dialecte de Naples).
Que Waelrant mit en musique plusieurs chansons en langue néerlandaise est certain. On sait que lui et d’autres compositeurs anversois, parmi lesquels Pevernage et Verdonck, ont mis en musique des œuvres (aujourd’hui perdues) sur des paroles en vers « brabançons » de Jan van der Noot.

### Sur Waelrant et sa maison d'édition
- Robert Lee Weaver. A Descriptive Bibliographical Catalog of the Music Printed by Hubert Waelrant and Jan de Laet, Warren (MI), Harmonie Park Press, 1994 (Detroit Studies in Music Bibliography; 73).
- Robert Lee Weaver. Waelrant and Laet : Music Publishers in Antwerp's Golden Age, Warren (MI), Harmonie Park Press, 1995 (Detroit Monographs in Musicology / Studies in Music; 15).
- Robert Lee Weaver. « Waelrants working relationship with Jan de Laet, as given in the prefaces to their partbooks », Music Printing in Antwerp and Europe in the 16th Century [Actes du colloque d'Anvers, 23-25 août 1995], Louvain-Peer, Alamire Foundation, 1997, p. 237-252.
- Susan Bain, « The typography of the firm of Hubert Waelrant and Jean de Laet », Music Printing in Antwerp and Europe in the 16th Century [Actes du colloque d'Anvers, 23-25 août 1995], Louvain-Peer, Alamire Foundation, 1997, p. 253-268.
- Jessie Ann Owens, « Waelrant and bocedization : reflections on solmisation reform », Music Printing in Antwerp and Europe in the 16th Century [Actes du colloque d'Anvers, 23-25 août 1995], Louvain-Peer, Alamire Foundation, 1997, p. 377-393.

### Sur le contexte musical et éditorial
- Jan Willem Bonda. De meerstemmige Nederlandse liederen van de vijftiende en zestiende eeuw. Hilversum, Verloren, 1996  (ISBN 90-6550-545-8).
- Henri Vanhulst. « La diffusion des éditions de musique polyphonique dans les anciens Pays-Bas à la fin du XVIe siècle et au début du XVIIe siècle », Musique et société : hommages à Robert Wangermée, (éd. Henri Vanhulst et Malou Haine), Bruxelles, Éditions de l'Université, 1988, p. 27-51.
- Henri Vanhulst. « Suppliers and clients of Christopher Plantin, distributor of polyphonic music in Antwerp (1566-1578) », Musicology and archival research / Musicologie et recherches en archives / Musicologie en Archiefonderzoek [Actes du colloque de Bruxelles, 22-23 avril 1993] (éd. Barbara Haggh, Frank Daelemans et André Vanrie), Archives et bibliothèques de Belgique / Archief- en Bibliotheekwezen in Belgie, numéro spécial, 46, 1994, p. 558-604.
- Henri Vanhulst. « Les éditions de musique polyphonique et les traités musicaux mentionnés dans les inventaires dressés en 1569 dans les Pays-Bas espagnols sur ordre du duc d'Albe », Revue belge de musicologie / Belgisch Tijdschrift voor Muziekwetenschap 31, 1977, p. 60-71.

## Discographie
- Madrigaux, Symphonia Angelica, Ensemble vocal sous la direction de Konrad Junghänel, Accent 8864.